# Fritz Wolber
Friedrich Christian „Fritz“ Wolber (* 24. Juni 1867 in Schiltach; † 27. Januar 1952 in Pforzheim) war ein deutscher Bildhauer und Medailleur.

## Leben und Wirken
Wolber wurde als sechstes Kind seiner Eltern Christian Wolber und Anna Maria geb. Leonhard geboren. Der Vater war bis zur Niederschlagung des badischen Volksaufstands Wirt des Gasthauses zum Engel. Da dieses von Revolutionären als Versammlungsstätte genutzt wurde, wurde Christian Wolber verhaftet und verlor den Gasthof samt Posthalterei. Sein Onkel mütterlicherseits war der badische Oberbaurat Heinrich Leonhard.
Wolber studierte von 1884 bis 1888 an der Kunstgewerbeschule Karlsruhe, später in München und Paris. Er arbeitete zunächst bei der Silberwarenfabrik in Heilbronn, wurde aber 1892 als Lehrer an die Großherzogliche Kunstgewerbeschule Pforzheim (heute: Schule für Design Pforzheim) berufen, wo er ab 1899 bis 1933 als Professor für Bildhauerei unterrichtete.
Mit seiner Ehefrau Johanna Bürkle, Tochter eines Sägewerksbetreibers im Würmtal bei Pforzheim hatte er drei Kinder: Elfriede, Hans Fritz (früh verstorben) und Ruth.

## Bildhauerisches Werk
Unter Wolbers Werken befinden sich zahlreiche Grabmale, die heute unter Denkmalschutz stehen. Auch der „Schildkrötenreiter“ im Stadtgarten Pforzheim und die Reliefköpfe an der Fassade an der Hochschule Pforzheim sind Werke Wolbers. Er war insbesondere dem Jugendstil zugewandt. Ein großer Teil seiner Werke wurde bei der Bombardierung Pforzheims im Zweiten Weltkrieg in Wolbers Wohnhaus zerstört.

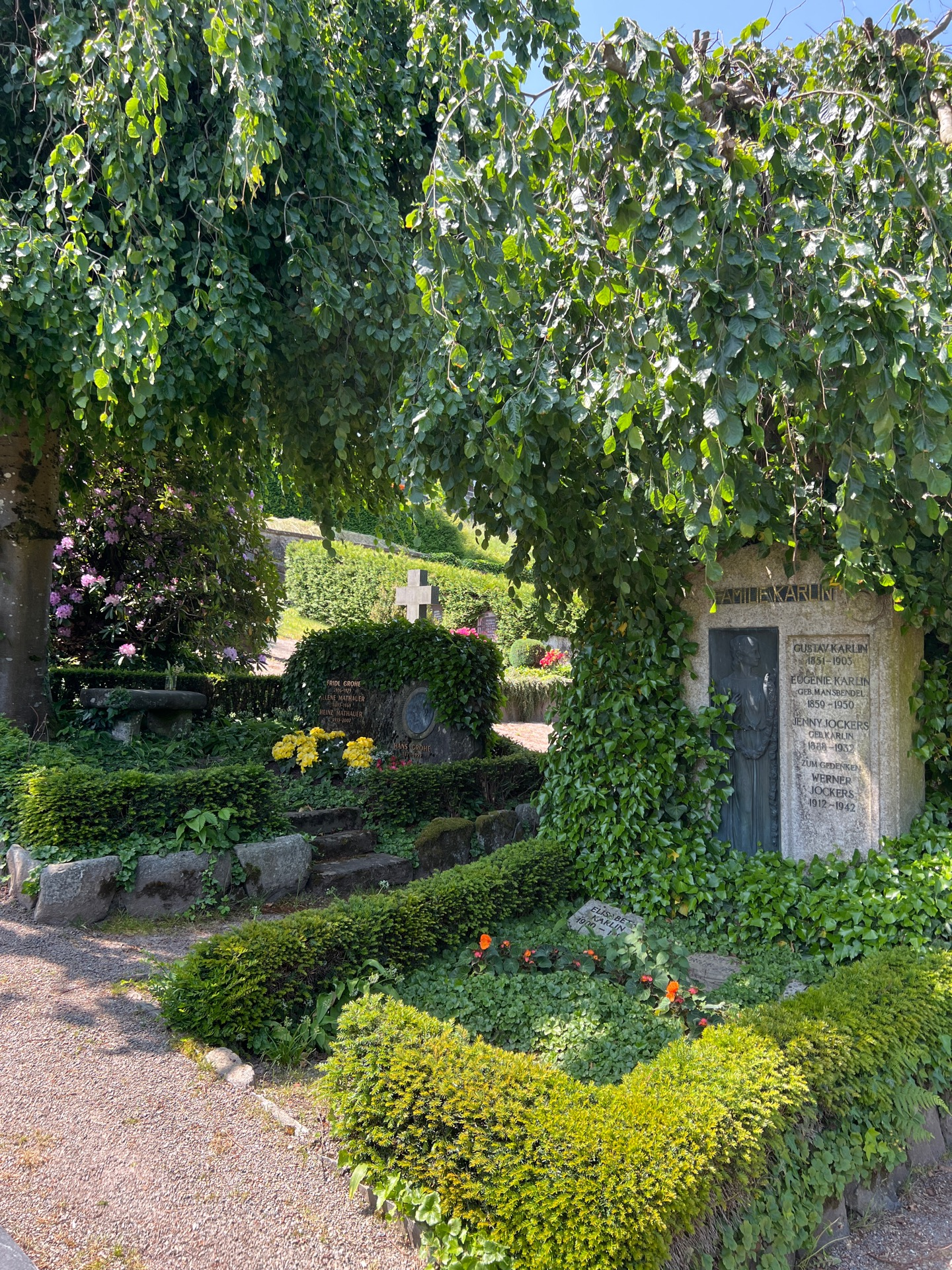
Grabmal Karlin, Schiltach (1904)
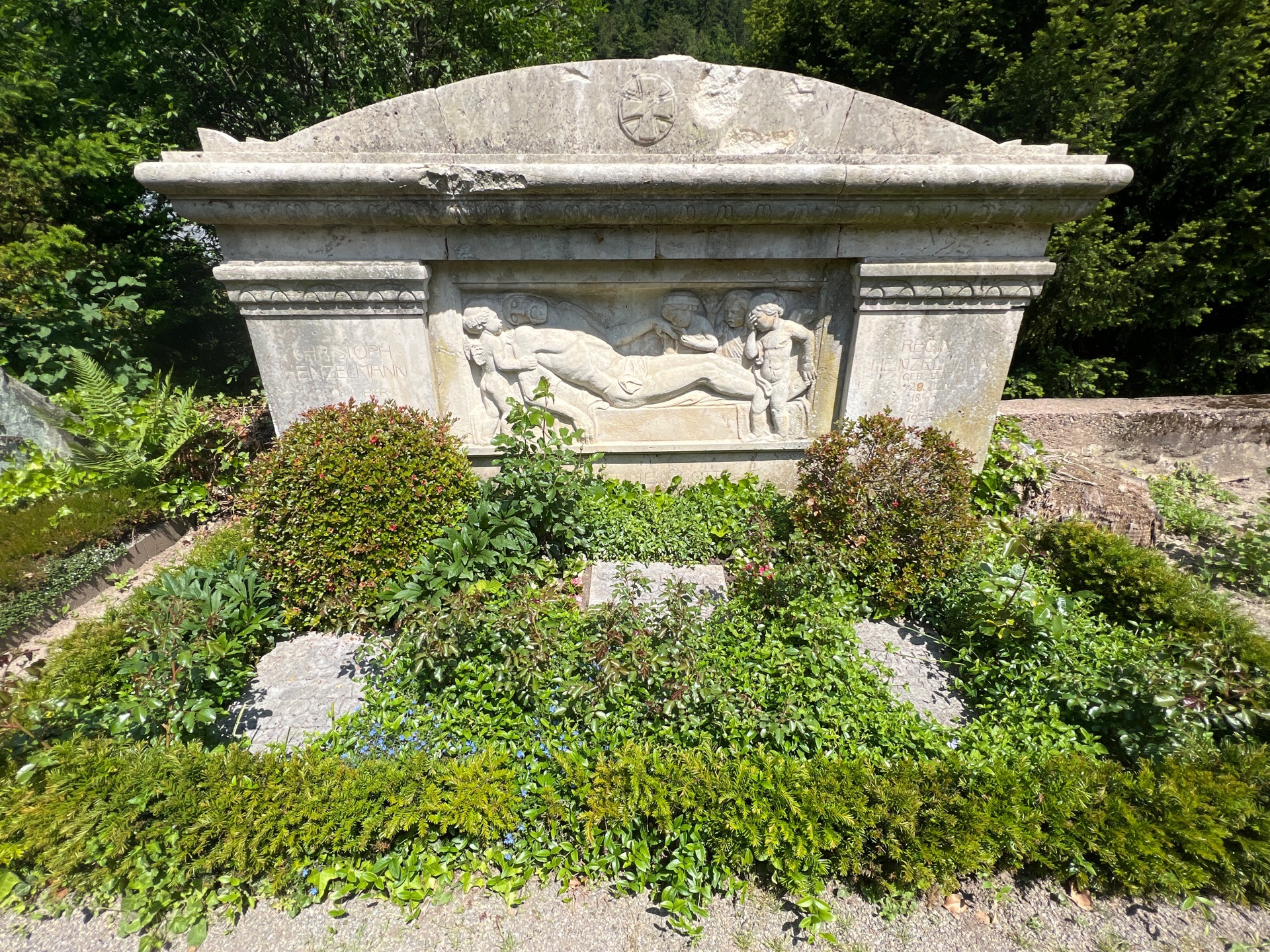
Grabmal Heinzelmann, Schiltach (1920)